# Microplitis hova
Microplitis hova är en stekelart som beskrevs av Granger 1949. Microplitis hova ingår i släktet Microplitis och familjen bracksteklar. Inga underarter finns listade i Catalogue of Life.